# Sphaeropthalma angulifera
Sphaeropthalma angulifera (лат.) — вид ос-немок из подсемейства Sphaeropthalminae. 

## Распространение
Северная Америка: США (Невада, Калифорния).

## Описание
Осы-немки с бескрылыми самками (самцы крылатые). Голова и грудь оранжево-коричневые. От близких видов отличаются следующими признаками: у самцов этого вида жвалы слабо иссечены вентрально с отчетливым угловатым базальным зубцом и треугольной и косой вершиной, дорсальный киль жвал имеет угловатый вид в средней точке мандибул, совпадающей с вентральным зубом. У самок голова под глазами расширяется в сторону челюстных сочленений; первый сегмент метасомы сидячий со вторым; пигидий гранулированный; апикальные края тергитов с густой каймой из белых перистых щетинок. Грудь самок грушевидной формы. Коготки лапок без зубцов.
Предположительно как и другие виды рода паразитоиды куколок ос и пчёл.

## Классификация
Вид был впервые описан в 1958 году американским энтомологом R. M. Schuster (Корнеллский университет, Итака, Нью-Йорк, США). Видовой статус подтверждён в ходе ревизии, проведённой в 2015 году американскими энтомологами Джеймсом Питтсом и Эмили Садлер (Department of Biology, Университет штата Юта, Логан, США). Включён в состав видовой группы S. unicolor species-group вместе с видами S. unicolor, S. juxta, S. pinalea и другими.